# Mazinger

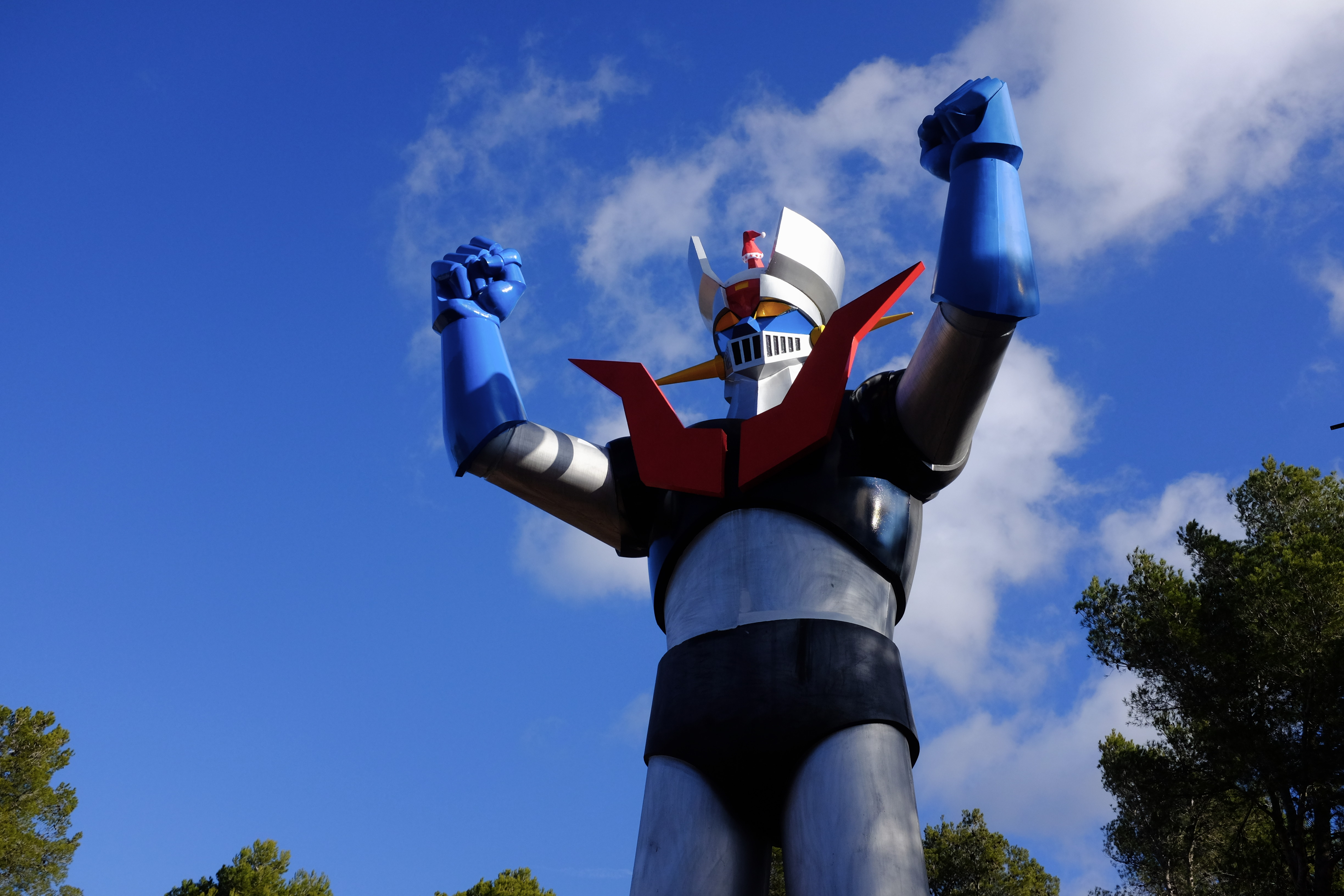
Statua del robot Mazinga Z, protagonista della prima serie omonima del franchise.

Mazinger (マジンガー?, Majingā) è una serie di manga e anime aventi come protagonisti robot giganti o mecha, creata da Gō Nagai.

## Opere

### Serie principali
Le prime tre serie sono state realizzate sia come anime televisivi che come manga, e si caratterizzano come serie principali in quanto tutte le successive riprendono da esse i medesimi personaggi.
- Mazinga Z (マジンガーZ?, Majingā Z) (1972)

Il primo Mazinga, un punto di svolta nella storia dell'animazione giapponese. La storia ruota intorno alla lotta tra Koji Kabuto (Rio), pilota del robot Mazinga Z, e il Dottor Inferno, che invece utilizza mostri meccanici.
- Il Grande Mazinga (グレートマジンガー?, Gurēto Majingā) (1974)

Questa serie si ricollega direttamente a Mazinga Z: il Grande Mazinga è una versione più potente dello Z, ed è pilotato da Tetsuya Tsurugi contro l'impero di Mikenes e i Mostri guerrieri, comandati dal Generale Nero e dai suoi sette generali, al servizio dell'Imperatore delle Tenebre.
- UFO Robot Goldrake (ＵＦＯロボグレンダイザー?, UFO Robo Gurendaizā) (1975)

Ultimo capitolo della trilogia della cosiddetta "Mazinsaga", si ricollega alle precedenti per la presenza di Koji Kabuto (chiamato Alcor in questa serie). Goldrake è un robot trasportato da una astronave (lo Spacer) creato dagli scienziati della stella Fleed, conquistata con l'inganno dall'impero di Vega e rubato da Actarus, principe del pianeta Fleed, che lo ha portato sulla Terra e lo pilota per proteggerla dagli invasori alieni.

### Altre serie
In seguito alle tre serie principali sono stati realizzati numerosi spin-off, sequel e reboot che riprendono i personaggi della storica trilogia. Di seguito vengono elencate le serie in ordine di pubblicazione:
| Titolo italiano                          | Titolo originale                                                       | Anno | Media                  | Descrizione |
| ---------------------------------------- | ---------------------------------------------------------------------- | ---- | ---------------------- | --- |
| God Mazinger                             | ゴッドマジンガー?, Goddo Majingā                                       | 1984 | Serie anime Manga      | Una serie televisiva basata su Mazinga: God Mazinger non è un robot, ma un gigante di pietra, ed è ambientato in un mondo fantastico. |
| MazinSaga                                | マジンサーガ?, Majinsāga                                               | 1990 | Manga                  | Manga non ancora terminato (e interrotto momentaneamente), ambientato su un Marte futuristico, in cui Z è un elmo che indossato da Koji lo può trasformare in un robot gigante. |
| Z Mazinger                               | Zマジンガー?, Z Majingā                                                | 1998 | Manga                  | Un'altra storia alternativa che mescola la mitologia greca con i classici personaggi di Mazinga, dove "Z" fa riferimento al re degli dei greci, Zeus. |
| Mazinkaiser                              | マジンカイザー?, Majinkaizā                                            | 2001 | Serie OAV Manga        | Il primo e il più potente Mazinga, talmente potente da indurre il dottor Kabuto a nasconderlo e a optare per il più tranquillo Mazinga Z, che nell'universo nagaiano può rivaleggiare con Goldrake e Shin Getter Robot. Pilotato da Koji Kabuto, affronta i classici Mostri meccanici creati dal Dr. Hell e successivamente anche i Mostri guerrieri dell'impero di Mikenes. |
| Mazinger Angels                          | マジンガーエンジェル?, Majingā Enjeru                                  | 2004 | Manga                  | Manga incentrato sulle donne delle serie Sayaka Yumi, Jun Hono, Venusia (Hikaru Makiba) e Maria (Maria Grace Fleed) che combattono contro i nemici classici con i robot femminili (Aphrodite A, Diana A, Minerva X e Venus Alfa). |
| Mazinger Angels Z                        | マジンガーエンジェルＺ?, Majingā Enjeru Z                              | 2008 | Manga                  | Il seguito del manga Mazinger Angels, sempre incentrato sulle figure femminili delle serie. |
| Mazinger Edition Z: The Impact!          | 真マジンガー 衝撃！Ｚ編?, Shin Majingā Shōgeki! Z Hen                  | 2009 | Serie anime            | Remake in chiave moderna del manga originale di Mazinger Z. Presenta elementi che richiamano la mitologia greca di Z Mazinger. |
| Shin Mazinger Zero                       | 真マジンガーZERO?, Shin Majingā ZERO                                   | 2009 | Manga                  | Manga remake del manga originale del 1972. La storia immagina cosa potrebbe accadere se Mazinger Z diventasse un demonio e non un dio, rendendo quindi la storia molto più dark. Ha un seguito che fa invece da remake al Grande Mazinger, Shin Mazinger Zero vs il Generale Oscuro.                                                                                         |
| inedito                                  | Mazinger Otome (マジンガー乙女?)                                       | 2009 | Manga                  | Spin-off di Mikio Tachibana. |
| Mazinkaiser SKL                          | マジンカイザーSKL?, Majinkaizā SKL                                     | 2010 | Serie OAV Manga        | Manga-anime incentrati su un mazinga stile gotico dotato di pistole e di una spada gigante pilotato da due individui simili a Koji Kabuto di Mazinga Z e Daisuke Umon (Actarus) di Ufo Robot Goldrake |
| inedito                                  | Mazinger Otome Taisen (マジンガー乙女大戦?)                            | 2011 | Manga                  | Seguito di Mazinger Otome. |
| Shin Mazinger Zero vs il Generale Oscuro | 真マジンガーZERO vs 暗黒大将軍?, Shin Majingā ZERO vs Ankoku Daishōgun | 2013 | Manga                  | Seguito di Shin Mazinger Zero. |
| inedito                                  | Mazinger ZIP! (マジンガーZIP!?, Majingā Jippu!)                        | 2013 | Breve anime televisivo | Parodia di Mazinger Z. |
| inedito                                  | Robot Girls Z (ロボットガールズＺ?, Robotto Gāruzu Z)                  | 2014 | Serie ONA              | Rivisitazione delle serie robotiche Go Nagai e della Toei in chiave femminile. |
| Grendizer Giga                           | グレンダイザー ギガ?                                                   | 2014 | Manga                  | Rielabora narrativamente e graficamente il soggetto di UFO Robot Grendizer. |
| inedito                                  | Robot Girls Z Plus (ロボットガールズZプラス?)                          | 2015 | Serie ONA              | Seguito di Robot Girls Z. |
| inedito                                  | Mazin Battle                                                           | 2015 | Manga                  | Spin-off di Mazinger Z. |
| Mazinger Z - Alter Ignition              | マジンガーＺ アルターイグニッション?                                   | 2017 | Manga                  | Rielabora il concept di Mazinger Z. |
| Mazinger Z - Interval Peace              | マジンガーZ インターバルピース?                                        | 2017 | Manga                  | Spin-off del film Mazinger Z Infinity. |
| Goldrake U                               | グレンダイザーＵ?, Gurendaizā U                                        | 2024 | Serie anime Manga      | Reboot di UFO Robot Goldrake. |

### Film
- Mazinga Z contro Devilman (1973)
- Mazinga Z contro il Generale Nero (1974)
- Il Grande Mazinga contro Getta Robot (1975)
- Il Grande Mazinga contro Getta Robot G (1975)
- UFO Robot Gattaiger - La grande battaglia dei dischi volanti (1975)
- UFO Robot Goldrake contro il Grande Mazinga (1976)
- UFO Robot Goldrake, il Grande Mazinga e Getta Robot G contro il Dragosauro (1976)
- Mazinga Z Infinity (2017)

Oltre a questi, esistono Mazinga contro gli UFO Robot (1978), Gli UFO Robot contro gli invasori spaziali (1979) e Mazinga contro Goldrake (1979) usciti nei cinema e in home video in Italia come montaggio di alcuni di questi film.